# Fösse
Fösse – niewielka rzeka w Dolnej Saksonii w Niemczech, w okolicach Hanoweru, dopływ rzeki Leine.
Źródła rzeki znajdują się na terenie sięgającego powierzchni wysadu solnego.  Z tego powodu woda w rzece jest silnie zasolona, zaś nad jej brzegami rosną liczne halofity, np. aster solny. Naturalne zasolenie jest obecnie jeszcze podwyższone z powodu działalności górniczej i sięga 100 g/l, przewyższając poziom zasolenia Morza Północnego.